# Епископ неготински Мојсије
Епископ Мојсије (световно име Максим Вересић; Страгари, 1835 – Београд, 4/16. октобар 1896) је био епископ неготински.
Када је аустрофилска српска влада 1881. протерала митрополита Михаила Мојсеј је био админитратор митрополије до 1883, када је српска влада наметнула митрополита Теодосија. Пошто није слушао наметнутог митрополита влада га је отпустила.

## Живот и рад
Рођен је у Страгарима у крагујевачком округу као Максим Вересић од родитеља Јована и Стане. По завршетку основне школе примљен је за искушеника манастира Благовештења на Руднику. Ту га је архимандрит Василије, старешина манастира, замонашио, а потом га упутио у богословију.
Неко време потом је био јерођакон епископа шабачког Михаила Јовановића. Затим га је епископ упутио на школовање у Кијевску духовну академију у Русији.
Након завршеног школовања постављен је за писара београдске конзисторије 1862.
Августа 1866. је постављен за суплента богословије. Годину дана током 1867. је био старешина манастира Драче, код Крагујевца.
Поново је 1868. враћен за професора богословије и произведен у чин архимандрита.
После оставке епископа шабачког Гаврила, посвећен је за епископа шабачког септембра 1868.
Од фебруара 1869 је Дописни члан Српског ученог друштва.
На положају епископа је остао до октобра 1874, када је пензионисан.
Каснијим избором за епископа неготинског, јуна 1880, враћен је у активну службу.
Када је митрополит српски Михаило збачен 1881, влада Србије поставила је епископа Мојсија за администратора митрополије. Био је то тежак период када је српска влада настојала да контролише и потчини цркву својој аустрофилској политици. Српски архијеријски сабор био је обезглављен и његови чланови узалуд су покушавали да наговоре српску владу да скрене са тога штетнога пута обрачуна са црквом. Српска влада је знала да архијерејски сабор неће да изабере њима погодног кандидата, па су наметнули специјално тело за избор митрополита, које је онда 1883. изабрало наметнутог митрополита Теодосија Мраовића. Мојсије се није одазивао позивима новога митрополита сматрајући га нелегитимним, а сва његова дела као неважећа. Иако га је нови митрополит Теодосије укључио у састав своје јерархије, епископ Мојсије није хтео да сарађује са њим. Српска влада га је два пута кажњавала новчаном казном због непокорности новом митрополиту и његовим позивима. Убрзо након тога дали су му отказ априла 1883.
Почасни је члан Српске краљевске академије од новембра 1892.
Умро је као државни саветник у Београду 16. октобра 1896. и првобитно је био сахрањен у старој Марковој цркви у Београду. За време Другог светског рата његови остаци су пренети у крипту нове Маркове цркве.